# 紀元前427年
紀元前427年（きげんぜん427ねん）

## 他の紀年法
- 干支 : 甲寅
- 日本
  - 皇紀234年
  - 孝昭天皇49年
- 中国
  - 周 - 考王14年
  - 秦 - 懐公2年
  - 晋 - 幽公7年
  - 楚 - 簡王5年
  - 斉 - 宣公29年
  - 燕 - 閔公12年
  - 趙 - 襄子49年
  - 魏 - 文侯19年
- 朝鮮
  - 檀紀1907年
- ベトナム :
- 仏滅紀元 : 118年
- ユダヤ暦 : 3334年 - 3335年

## できごと

### ギリシア
- アギス2世が父のアルキダモス2世からスパルタ王を引き継いだ。
- ミュティレネがアテネに降伏し（ミュティレネの反乱）、アテナイの政治家クレオンはミュティレネ人全員の処刑を主張した。裁判の結果、反乱首謀者だけが処刑されることになった。
- プラタイアがスパルタおよびテーバイに包囲され、守備隊は飢餓状態となり降伏した。200名以上の捕虜が殺害され、プラタイアは破壊された。

### ローマ
- クァエストルがプレブスに開かれた。

## 誕生
- プラトン：古代ギリシアの哲学者

## 死去
- アルキダモス2世：スパルタ王